# لويزا موريتز
لويزا موريتز (بالإنجليزية: Louisa Moritz)‏ هي محامية وممثلة كوبية وأمريكية، ولدت في 25 سبتمبر 1946 في هافانا في كوبا، وتوفيت في 30 يناير 2019 في لوس أنجلوس في الولايات المتحدة بسبب مرض.

## أعمال

### أفلام
- (1975) أحدهم طار فوق عش الوقواق[6]

## وصلات خارجية
- لويزا موريتز على موقع IMDb (الإنجليزية)
- لويزا موريتز على موقع روتن توميتوز (الإنجليزية)
- لويزا موريتز على موقع تيرنر كلاسيك موفيز (الإنجليزية)
- لويزا موريتز على موقع أول موفي (الإنجليزية)
- لويزا موريتز على موقع ديسكوغز (الإنجليزية)
- لويزا موريتز على موقع قاعدة بيانات الفيلم (الإنجليزية)